# Louis Nielsen
|  | Navnet Louis Nielsen henviser hertil. For andre personer med samme navn, se Louis Nielsen (flertydig) |
Louis Nielsen-kæden sælger briller og kontaktlinser i Danmark. Louis Nielsen er en del af den engelske familieejede virksomhed Specsavers som er placeret på Guernsey.

## Historien
Forretningen startede i 1978 i Aalborg, hvor optikeren Louis Nielsen havde en butik. Han fik den idé at sælge kontaktlinser billigt på abonnement. Ville folk have briller, blev de henvist til andre butikker. Louis Nielsens idé blev hurtigt kopieret af andre brillebutikker i Danmark og resten af verden. Først i 1988 fik Louis Nielsen sit eget brillesortiment. Det gik fremad de næste par år, og i 1994 indførte optikeren et nyt koncept, hvor alle hans briller blev inddelt i prisgrupper. Alle priser er inklusiv enkeltstyrkeglas i kundens styrke. Hans priser er lavere end de fleste andre optikeres. Han tog også penge for synsprøver. Folk stimlede hen til hans forretning for at købe briller. Men hans brillegrossister ville pludselig ikke handle med ham mere. Han tog derfor selv til udlandet for at købe ind. Her opdagede han, at han selv kunne købe stellene til langt lavere priser. Pressen begyndte i 1994 at interessere sig for de folk, der fra hele landet stimlede til hans forretning for at købe billige briller. Brancheorganisationen Optikerforeningen ville længe ikke optage ham i foreningen, men blev i 1996 tvunget af Konkurrencestyrelsen til at tilbyde Louis Nielsen medlemskab i foreningen, hvilket Louis Nielsen. En journalist fandt dengang en brille i Louis Nielsens forretning til kr. 288,- inklusiv enkeltstyrkeglas og samme brille hos en konkurrent til kr. 2989,- eksklusiv glas. Dette blev bragt på forsiden af avisen den efterfølgende søndag, hvilket medførte, at endnu flere busser strømmede til butikken i Aalborg. Louis Nielsen åbnede samme år sin anden forretning i Aarhus, og etablerede i de følgende år en landsdækkende butikskæde.[kilde mangler]
I september 2004 blev Louis Nielsen ISO 9001-certificeret, som eneste optikerkæde i Danmark. Louis Nielsen blev desuden kåret som værende blandt de 10 brands, der havde størst potentiale i en analyse lavet af Mindshare.[kilde mangler]
I 2005 opkøbtes Louis Nielsen-kæden af den engelske familieejede optikerkæde Specsavers for et stort trecifret millionbeløb.

## Briller
Siden 2005 leveres alle briller med Pentax-glas.[kilde mangler]

## Hjælp til udlandet
Louis Nielsen har siden 2010 haft projektet Giv Syn til Tanzania, som giver danskerne mulighed for at donere deres brugte briller til lokale i Tanzania. Konceptet går ud på, at man donerer sine gamle briller til Louis Nielsen, hvorefter de sender dem ned til en person, der har brug for dem et sted, hvor de ikke selv har råd til briller eller kan skaffe et par briller.
COVID-19 har dog sat projektet på pause på ubestemt tid.